# Viktor Ivanov (aviron)
Pour les articles homonymes, voir Ivanov.
Cet article concerne un rameur d'aviron. Pour l'homme politique, voir Viktor Ivanov.
Viktor Nikolaïevitch Ivanov (russe : Виктор Николаевич Иванов), né le 21 décembre 1930 à Moscou et mort le 14 août 2003, est un rameur d'aviron soviétique.
Aux Jeux olympiques d'été de 1956 à Melbourne, il remporte avec Igor Bouldakov la médaille d'argent en deux sans barreur.